# Ваља Страмба (Харгита)
Ваља Страмба (рум. Valea Strâmbă) насеље је у Румунији у округу Харгита у општини Сусени. Oпштина се налази на надморској висини од 795 m.

## Становништво
Према подацима из 2002. године у насељу је живело 1306 становника.

### Попис2002.
| Расподела становништва по националности 2002.‍ | Расподела становништва по националности 2002.‍ | Расподела становништва по националности 2002.‍ | Расподела становништва по националности 2002.‍ | Расподела становништва по националности 2002.‍ |
| --------------------------------------------- | --------------------------------------------- | --------------------------------------------- | --------------------------------------------- | --------------------------------------------- |
|                                               |                                               |                                               |                                               |                                               |
| Румуни                                        | Румуни                                        |                                               | 21                                            | 1,6%                                          |
| Мађари                                        | Мађари                                        |                                               | 1.213                                         | 93,0%                                         |
| Роми                                          | Роми                                          |                                               | 70                                            | 5,4%                                          |